# Delphacodes venosa
Delphacodes venosa är en insektsart som beskrevs av Ernst Friedrich Germar 1830. Delphacodes venosa ingår i släktet Delphacodes och familjen sporrstritar. Inga underarter finns listade i Catalogue of Life.